# Plau am See
Plau am See é uma cidade da Alemanha localizado no distrito de Ludwigslust-Parchim, estado de Mecklemburgo-Pomerânia Ocidental.
É membro e sede do Amt de Plau am See.